# Talkin’ ’Bout Soul
Talkin’ ’Bout Soul — студийный альбом американского певца Литла Ричарда, вышедший в 1974 году.

## Об альбоме
В пластинку вошли песни, записанные на Vee-Jay Records в 1964—1965 гг. и ранее не изданные в США. В общей сложности музыкант записал около пятидесяти песен для лейбла, однако их большая часть оставалась неизданной вследствие закрытия фирмы. Часть песен вышла на альбоме «Little Richard Is Back» в 1964 году, другая часть — на альбоме «Mr. Big» в 1971 году, вышедшим лишь в Великобритании. Данная пластинка, по сути, повторяет содержание «Mr. Big» и включает ранее не изданную нигде песню «You Better Stop».

## Список композиций
1. Without Love (3:17)
2. Dance What You Wanna (2:20)
3. My Wheels Are Slippin' (2:25)
4. You Better Stop (3:08)
5. I Don’t Know What You Got (4:10)
6. Talkin' 'Bout Soul (2:10)
7. Somethin' Moves In My Heart (2:10)
8. It Ain’t What You Do (2:22)
9. Cross Over (2:40)
10. Jenny Jenny (2:00)
11. Dancin' Around The World (2:55)